# Naturhistorisk guide
Naturhistorisk Guide er en dansk forening inden for naturvidenskab,
Foreningen Naturhistorisk Guide stiftedes d. 8. marts 2007 med det formål at udbrede kendskabet til naturhistorien, dens foreninger, institutioner, tidsskrifter mv. til det omgivende samfund. På den stiftende generalforsamling, som foregik på Geologisk Museum, Kbh., valgtes en bestyrelse på 5 medlemmer, og foreningens love blev vedtaget.
Foreningen vedligeholder Naturhistorisk Guide i elektronisk form, og varetager opgaver af fælles interesse for de foreninger, tidsskrifter og institutioner mv., der er med i Guiden. Som medlemmer af foreningen kan optages naturhistoriske foreninger, tidsskrifter, institutioner mv. Foreningens hjemsted er DanBIF, Statens Naturhistoriske Museum, Zoologisk Museum, Universitetsparken 15, 2100 Kbh. Ø.